# Parafia Niepokalanego Poczęcia Najświętszej Maryi Panny w Łęczycy
Parafia Niepokalanego Poczęcia Najświętszej Maryi Panny w Łęczycy – parafia rzymskokatolicka należąca do dekanatu Łęczyca w diecezji łowickiej.
W 1979 r. przy bernardyńskim kościele klasztornym pw. Niepokalanego Poczęcia NMP biskup łódzki Józef Rozwadowski utworzył samodzielny ośrodek duszpasterski. W 1981 r. erygowana została pełnoprawna parafia.
Parafia obejmuje północno-zachodnią część Łęczycy.